# Dead or Alive Xtreme Venus Vacation
Dead or Alive Xtreme Venus Vacation es un videojuego gacha de voleibol de playa desarrollado por Team Ninja y publicado por Koei Tecmo para Microsoft Windows. El juego fue lanzado en Japón vía DMM Games el 15 de noviembre de 2017 y en el sudeste asiático vía Steam el 10 de abril de 2019.

## Argumento
En Venus Vacation el jugador toma el rol del nuevo mánager (referido como Owner en la versión DMM y Boss en la versión de Steam) de la Venus Island (Isla Venus), una isla paradisíaca en un lugar no especificado en el cual se lleva a cabo el Venus Festival (Festival de las Venus). La tarea del jugador es reclutar más visitantes que puedan unirse al festival y con la ayuda de Misaki, su asistente part-time, hacer que ellas tengan una estadía inolvidable en la isla.
Cada participante tiene su propia historia dando a conocer sus motivos para tomar parte en el festival. De forma semanal, Venus Vacation añade nuevos episodios protagonizando las distintas Venus, los cuales varían de recuentos de la vida a situaciones fantásticas.

## Sistema de juego
A diferencia de los juegos de Dead or Alive Xtreme previos, en Venus Vacation el jugador no tiene control directo de las personajes durante las partidas de voleibol. En su lugar, el jugador puede cambiar de estrategia durante las partidas para ir a la ofensiva (remates) o defensiva (fintas), sustituir jugadoras para manejar el nivel de cansancio de las participantes, o enfocarse en atacar una oponente con fatiga.
Nuevos festivales y banners de gachapón son introducidos de forma semanal con distintas temáticas. Los cuales pueden variar desde celebraciones relacionadas con la época del año hasta colaboraciones con otras propiedades intelectuales.
A través de estos banners se pueden obtener nuevos trajes de baño denominados trendy suits que significativamente aumentan el rendimiento de las personajes en las partidas de voleibol durante los festivales. Cada festival tiene partidas subdivididas por dificultad. Al ir completando dificultades más altas el jugador es recompensado con gemas y tickets para poder usar en los banners de gachapón así como también trajes de baño y regalos, estos pueden ser obsequiados a las chicas para incrementar sus puntos de experiencia. Nuevos episodios y escenas de gravure son desbloqueados de esta manera.
Venus Vacation cuenta con un modo de fotografía extensivo, en el cual el jugador puede hacer posar las Venuses en diferentes partes de la isla como la playa, bar, aguas termales, e incluso la habitación privada del mánager. Esta última puede ser decorada por el jugador con diferentes motivos.

### Sistema degachapón
Al obtener por primera vez un traje de baño de rareza "SSR" para una nueva personaje, esta es añadida a la lista de participantes del jugador permanentemente. Por este motivo, al añadirse una personaje nueva al juego hay un periodo inicial donde solo está disponible para los jugadores que pagan, ya que los banners con sus trajes de baño solo se pueden acceder con gemas premium. Una vez pasado ese tiempo, en el orden de 2 o 3 meses, la personaje nueva es añadida a la rotacion semanal donde los jugadores free-to-play también pueden acceder a obtenerla.

### Personajes
Dead or Alive Xtreme Venus Vacation fue lanzado con diez personajes: nueve provenientes de Dead or Alive Xtreme 3 y Misaki, una nueva personaje creada exclusivamente para Venus Vacation. Durante el desarrollo de juego, nuevas personajes han sido introducidas con las siguientes fechas de lanzamiento:
| Nombre         | Fecha de lanzamiento (DMM) | Fecha de lanzamiento (Steam) | Fuente(s)   |
| -------------- | -------------------------- | ---------------------------- | ----------- |
| Luna           | 18 de enero de 2018        | 15 de mayo de 2019           | [ 2 ]       |
| Tamaki         | 12 de abril de 2018        | 10 de julio de 2019          | [ 3 ]       |
| Leifang        | 5 de julio de 2018         | 25 de septiembre de 2019     |             |
| Fiona          | 27 de septiembre de 2018   | 14 de enero de 2020          | [ 4 ] [ 5 ] |
| Nagisa         | 17 de diciembre de 2018    | 10 de noviembre de 2019      | [ 6 ]       |
| Kanna          | 11 de abril de 2019        | 12 de agosto de 2020         | [ 7 ]       |
| Monica         | 7 de agosto de 2019        | 18 de noviembre de 2020      | [ 8 ]       |
| Sayuri         | 5 de diciembre de 2019     | 13 de febrero de 2021        | [ 9 ]       |
| Patty          | 30 de abril de 2020        | 3 de junio de 2021           |             |
| Tsukushi       | 26 de agosto de 2020       | 9 de septiembre de 2021      | [ 10 ]      |
| Lobelia        | 25 de diciembre de 2020    | 30 de diciembre de 2021      | [ 11 ]      |
| Nanami         | 1 de abril de 2021         | 28 de abril de 2022          |             |
| Elise          | 14 de julio de 2021        | 2 de agosto de 2022          |             |
| Koharu         | 2 de noviembre de 2021     | 24 de noviembre de 2022      |             |
| Tina Armstrong | 28 de enero de 2022        | 3 de febrero de 2022         | [ 12 ]      |
| Amy            | 5 de abril de 2022         | 27 de abril de 2023          |             |
| Shandy         | 25 de agosto de 2022       | 17 de agosto de 2023         |             |
| Yukino         | 21 de febrero de 2023      | 25 de enero de 2024          |             |
| Shizuku        | 27 de octubre de 2023      | 5 de septiembre de 2024      |             |
| Reika          | 27 de junio de 2024        | 27 de junio de 2024          | [ 13 ]      |
| Meg            | 27 de agosto de 2024       | 17 de julio de 2025          |             |
| Azusa          | 23 de junio de 2025        | —                            |             |

1. ↑  Originalmente añadida como Mysterious Venus (Venus misteriosa), su nombre fue revelado meses después de su inclusión en ambas versiones del juego.

## Desarrollo
Dead or Alive Xtreme Venus Vacation fue anunciado en Tokyo Game Show 2016 como un título exclusivo para PC. Un año después, durante Tokyo Game Show 2017, Koei Tecmo reveló los primeros detalles de la jugabilidad de Venus Vacation y la inclusión de una nueva personaje llamada Misaki. En octubre de 2017, Koei Tecmo publicó los requisitos mínimos y recomendados para el juego y un tráiler mostrando las diez Venuses disponibles en lanzamiento.

## Lanzamiento
Dead or Alive Xtreme Venus Vacation fue lanzado en Japón el 15 de noviembre de 2017. Una versión de Steam fue lanzada el 28 de marzo de 2019 en versión beta, disponible sólo para países del sudeste asiático. Esta versión cuenta con soporte para inglés, coreano, chino simplificado y tradicional y fue lanzada a público el 10 de abril de 2019.
Una versión cloud para navegadores fue lanzada el 23 de abril de 2019 a través de DMM Games. El 19 de agosto de 2020 se lanzó una segunda versión de Steam en japonés conectada al servidor original de DMM Games. Una segunda versión "global" fue lanzada el 1 de julio de 2021 a través de la plataforma Johren pero con un servidor separado al de Steam.
Desde su lanzamiento, Venus Vacation ha tenido colaboraciones con diferentes propiedades intelectuales tanto como de Koei Tecmo como de otras compañías que incluyen: Suzumiya Haruhi no Yūutsu, Destiny Child, Senran Kagura, Uzaki-chan wa Asobitai!, Alice Gear Aegis, Azur Lane y Dolphin Wave.
El juego ha recibido merchandising en forma de mousepads, poleras, tapices, entre otros.

## Recepción y crítica
Similar a Dead or Alive Xtreme 3, el juego nunca fue lanzado fuera de mercados asiáticos. Por este motivo, Dead or Alive Xtreme Venus Vacation no cuenta con muchas reseñas de publicaciones fuera de Asia. Andrew Duncan de GameGrin otorgó al juego una calificación de 4.5/10. A pesar de esto, la versión de Steam en inglés es denominada la versión "global" por los desarrolladores.
Vandal llamó al juego un "simulador de acoso" debido a que en un minijuego, el jugador puede intentar quitarle la ropa a las personajes digitales sin su consentimiento. Venus Vacation junto con los otros juegos de la series Dead or Alive Xtreme fueron removidos del directorio de juegos de YouTube.